# A-Teen
A-Teen (hangul: 에이틴; rr: Eitin) é uma série de televisão sul-coreana transmitida via streaming. Uma produção da PlayList Global, subsidiária da Naver, a primeira temporada foi ao ar no Naver TV Cast de 1º de julho a 16 de setembro de 2018, às quartas e domingos às 19:00 (KST). Ela é a continuação do web drama Seventeen. Desta vez, diferentemente da obra anterior, ela conta as histórias de estudantes do ensino médio que completam 18 anos. O patrocínio do local é o mesmo de Seventeen.
A segunda temporada estreou em 25 de abril de 2019.

## Sinopse
A websérie gira em torno de seis estudantes do ensino médio e como eles lidam com os desafios da adolescência.

## Elenco

### Principal
- Shin Ye-eun como Do Ha-na[5]
- Lee Na-eun como Kim Ha-na[5]
- Shin Seung-ho como Nam Shi-woo[6]
- Kim Dong-hee como Ha Min[5]
- Kim Su-hyun como Yeo Bo-ram[5]
- Ryoo Ui-hyun como Cha Gi-hyun[5]

### De apoio
- Choi Won-myeong como Choi Won-myung
- Jo So-bin como Kim Na-hee
- Kim Si-eun como Park Ye-ji
- Baek Soo-hee como Lee Jeong-min
- Ahn Jung-hoon como Nam Ji-woo[5]

### Participações especiais
- Na Jae-min como um estudante (Ep. 20)
- Lee Je-no como um estudante (Ep. 20)
- Ddotty como comentarista de videogame
- Jung Gun-joo como professor de educação física

## Trilha sonora

### Parte 1
| Lançado em 15 de julho de 2018 |                           |                |                |                |         |  |
| N.º                            | Título                    | Letras         | Música         | Artista        | Duração |  |
| 1.                             | "You, Again" (자꾸만, 너) | So Soo-bin     | So Soo-bin     | So Soo-bin     | 3:49    |  |
| 2.                             | "You, Again" (Inst.)      |                | So Soo-bin     |                | 3:49    |  |
| Duração total:                 | Duração total:            | Duração total: | Duração total: | Duração total: | 7:38    |  |

### Parte 2
| Lançado em 5 de agosto de 2018 |                                        |                |                |                |         |  |
| N.º                            | Título                                 | Letras         | Música         | Artista        | Duração |  |
| 1.                             | "I'll Be Your Star" (넌 내게 특별하고) | So Soo-bin     | So Soo-bin     | So Soo-bin     | 3:24    |  |
| 2.                             | "I'll Be Your Star" (Inst.)            |                | So Soo-bin     |                | 3:24    |  |
| Duração total:                 | Duração total:                         | Duração total: | Duração total: | Duração total: | 6:48    |  |

### Parte 3
| Lançado em 13 de agosto de 2018 |          |                         |                        |           |         |  |
| N.º                             | Título   | Letras                  | Música                 | Artista   | Duração |  |
| 1.                              | "A-Teen" | Bumzu Woozi Vernon Dino | Bumzu Woozi BOOMBASTIC | Seventeen | 3:16    |  |

### Parte 4
| Lançado em 16 de setembro de 2018 |                               |                |                |                |         |  |
| N.º                               | Título                        | Letras         | Música         | Artista        | Duração |  |
| 1.                                | "Don't Run Away" (도망가지마) | Motte          | Motte          | Motte          | 4:08    |  |
| 2.                                | "Don't Run Away" (Inst.)      |                | Motte          |                | 4:08    |  |
| Duração total:                    | Duração total:                | Duração total: | Duração total: | Duração total: | 8:16    |  |

## Lista de episódios
| Ep. | Data de transmissão original | Título                                            |
| --- | ---------------------------- | ------------------------------------------------- |
| 1   | 1 de julho de 2018           | Unordinary, in Truth, Not Wanting to Be Ordinary  |
| 2   | 3 de julho de 2018           | When Someone Talks Behind My Back                 |
| 3   | 4 de julho de 2018           | Getting Over an Ex Who Cheated on You             |
| 4   | 8 de julho de 2018           | I Was Asked Out During Finals                     |
| 5   | 11 de julho de 2018          | Reason Why Friends Fight During Finals            |
| 6   | 15 de julho de 2018          | Reason Why It's Scary When a Quiet One Gets Upset |
| 7   | 18 de julho de 2018          | Signs That Mean He's Into Her                     |
| 8   | 22 de julho de 2018          | When You Feel Left Out By Your Friends            |
| 9   | 25 de julho de 2018          | When Close Friends Are About to Cut Ties          |
| 10  | 29 de julho de 2018          | When Someone Makes a Move on My Crush             |
| 11  | 1 de agosto de 2018          | When a Man Gets Crazy Jealous                     |
| 12  | 5 de agosto de 2018          | He Makes My Heart Flutter                         |
| 13  | 8 de agosto de 2018          | I Stayed Up All Night With My Crush               |
| 14  | 12 de agosto de 2018         | Parents That Play Favorites                       |
| 15  | 15 de agosto de 2018         | A Close Friend That I Can't Stand                 |
| 16  | 19 de agosto de 2018         | How to Tell If a Guy Likes You                    |
| 17  | 22 de agosto de 2018         | When You Confess Your Feelings About Her          |
| 18  | 26 de agosto de 2018         | My Closest Friend Has Lied To Me                  |
| 19  | 29 de agosto de 2018         | It Makes Me Hate You, When I Love You So Much     |
| 20  | 2 de setembro de 2018        | When My Friend Suspects Me In Front Of Others     |
| 21  | 5 de setembro de 2018        | My School Life Is Falling Apart                   |
| 22  | 9 de setembro de 2018        | Can We Be Friends Again After Having a Big Fight? |
| 23  | 12 de setembro de 2018       | Unforgettable First Kiss.txt                      |
| 24  | 16 de setembro de 2018       | The One And Only People In My Eighteen            |

## Recepção

### Audiência
A websérie acumulou seis milhões de visualizações em um mês e meio.

## Prêmios e indicações

### Global V LIVE Awards
| Ano  | Indicado | Prêmio                    | Resultado | Ref.  |
| ---- | -------- | ------------------------- | --------- | ----- |
| 2019 | A-Teen   | Melhor V Original (Drama) | Venceu    | [ 9 ] |